# Badakhshan (provins)
Badakhshan (persisk: استان بدخشان) er en region beliggende mellem bjergkæden Hindu Kush og floden Amu Darja i det nordøstlige Afghanistan og de sydøstlige dele af Tadsjikistan. I Afghanistan er Badakshan-provinsen en af landets 34 provinser og omfatter Wakhan-korridoren.

## Historie
Grænserne blev fastlagt af en anglo-russisk aftale i 1873, som anerkendte, at "Badakshan med dets nærliggende område Wakhan" skal "tilhøre emiren i Kabul" og begrænsede det til den venstre eller sydlige bred af floden Amu Darja. I vest blev grænsen til Badakshan trukket i en linje, som krydser plateauerne i Turkmenistan mod syd, fra hvor Kunduz og Amu Darja mødes til det østlige vandskel til Tashkurghan-floden, går videre mod sydøst, krydser Kunduz til den møder Hindu Kush. Den sydlige grænse blev trukket langs ryggen af Hindu Kush så langt som Khawak-passet, som leder fra Badakshan til Panjshir-dalen.
I 1895 blev floden Pjandzj defineret som grænsen mellem det afghanske og russiske Badakshan. I Sovjetunionen blev den tidligere russiske del organiseret som Gorno-Badakhshan i den tadsjikiske sovjetiske republik (fra 1991 det uafhængige Tadsjikistan).

## Geografi
Sammensætningen af bjergdistrikterne, som består af alle de sydlige distrikter i Badahshan og de nordlige bjerge og dalene i Nurestan (tidligere Kafiristan), ligner resten af Hindu Kush mod vest. Hindu Kush er den sydlige kant af et stort centralt plateau. Der er dybe dale i Nurestan mod syd, næsten isoleret fra hinanden af de snedækkede højder, der deler dem. Mod nord går plateauet gradvis nedover mod floden Amu Darja, hvor det falder fra en gennemsnitlig højde på 4.500 meter til 1.200 meter omkring Faizabad midt i Badakhshan.
Badakhshan er primært omgivet af den selvstyrende provins Gorno-Badakshan og Khatlon provinsen i Tadsjikistan mod nord og øst. I den østlige del af provinsen forbinder en lang passage mellem Chitral i det nordlige Pakistan og Tajikistan, Wakhan-korridoren, de nordlige områder i Afghanistan med Kina. Provinsen har et samlet areal på 44.059 km ², hvoraf det meste ligger i bjergkæderne Hindu Kush og Pamir.
Badakhshan lå på den gamle handelsvej Silkevejen, og Kina har vist stor interesse for at hjælpe med at genopbygge veje og infrastruktur i provinsen efter Talibans fald.

## Befolkning
Badakhshanis er et eget etno-lingvistisk og religiøst samfund. De er efterkommere af persere, som bosatte sig i området omkring år 1000 f.Kr. I afghansk Badakhshan er hovedsproget persisk. Dialekterne som bliver talt i tadsjiksk Badakhshan hører til den østlige gren af de iranske sprog, der er i familie med det antikke Sogdian. Religionen er islam.

### Distrikter
| Distrikt        | Nummer på kortet | Befolkningstal |
| --------------- | ---------------- | -------------- |
| Arghanj Khwa    | 6                | 12.000         |
| Argo            | 6                | 45.000         |
| Baharak         | 7                | 14.000         |
| Darayim         | 6                | 65.000         |
| Darwaz          | 1                | 21.000         |
| Darwazi Bala    | 1                | 11.000         |
| Fayzabad        | 6                | 46.000         |
| Ishkashim       | 8                | 11.000         |
| Jurm            | 10               | 3.000          |
| Khash           | 10               | 48.000         |
| Khwahan         | 2                | 14.000         |
| Kishim          | 9                | 63.000         |
| Kohistan        | 7                | 12.000         |
| Kuf Ab          | 2                | 16.000         |
| Kuran wa Munjan | 11               | 8.000          |
| Ragh            | 4                | 37.000         |
| Shahri Buzurg   | 5                | 42.000         |
| Shighnan        | 3                | 24.000         |
| Shiki           | 6                | 26.000         |
| Shuhada         | 7                | 31.000         |
| Tagab           | 6                | 22.000         |
| Tishkan         | 9                | 23.000         |
| Wakhan          | 13               | 13.000         |
| Warduj          | 7                | 17.000         |
| Yaftali Sufla   | 6                | 39.000         |
| Yamgan          | 7                | 20.000         |
| Yawan           | 4                | 27.000         |
| Zebak           | 12               | 7.000          |